# Dysoxylum macrocarpum
Dysoxylum macrocarpum är en tvåhjärtbladig växtart som beskrevs av Carl Ludwig von Blume. Dysoxylum macrocarpum ingår i släktet Dysoxylum och familjen Meliaceae. Inga underarter finns listade i Catalogue of Life.